# Evropská liga UEFA 2022/2023
Sezóna Evropské ligy UEFA 2022/2023 byla 52. ročníkem druhé nejprestižnější evropské klubové fotbalové soutěže a 14. od zavedení nového formátu a přejmenování z Poháru UEFA na Evropskou ligu UEFA. Zároveň byla 2. sezónou po změně formátu, kdy byla zavedena nová soutěž – Evropská konferenční liga.
Finále se odehrálo na stadionu Puskás Aréna v Budapešti, hlavním městě Maďarska.
Vítěz, Sevilla se automaticky kvalifikoval do skupinové fáze Ligy mistrů UEFA 2023/24 a také získal právo účasti v zápase o Superpohár UEFA 2023.

## Účastnická místa
Celkem 58 týmů z 31–36 z celkových 55 členských států UEFA se účastní Evropské ligy UEFA 2022/23. Celkem 15 členských zemí bude mít týmy přímo kvalifikované do soutěže, dalších 40 zemí nemá přímou možnost zúčastnit se této soutěže. Přibližně 15 až 20 asociací bude mít zastoupení v soutěži tak, že jejich týmy sem budou přesunuty z Ligy mistrů. Jedinou výjimkou jsou Lichtenštejnsko, které nemá svou vlastní ligovou soutěž a vítěz domácího poháru se kvalifikuje do Evropské konferenční ligy; a Rusko, jehož týmy UEFA vyloučila ze soutěží. Země získaly účastnická místa dle koeficientů UEFA:
- Pro asociace na umístěních 1–5 jsou vyčleněna dvě účastnická místa.
- Pro asociace na umístěních 6–7 a 9–15 je vyčleněno jedno účastnické místo.
- Dále se do Evropské ligy postupně přesune 37 týmů vyřazených z Ligy mistrů UEFA 2022/23.
- Jedno místo má vyhrazeno i úřadující vítěz Evropské konferenční ligy.

### Žebříček UEFA
Pořadí zemí je určeno žebříčkem zemí UEFA na konci sezóny 2020/21: Uvedené počty se mohou ještě měnit v závislosti na tom, zda si vítěz Evropské konferenční ligy UEFA 2021/22 zajistí místo v Lize mistrů UEFA 2022/23 ze své ligy.
| #  | Asociace    | Koef.   | Týmy |
| -- | ----------- | ------- | ---- |
| 1  | Anglie      | 100,569 | 2    |
| 2  | Španělsko   | 97,855  | 2    |
| 3  | Itálie      | 75,438  | 2    |
| 4  | Německo     | 73,570  | 2    |
| 5  | Francie     | 56,081  | 2    |
| 6  | Portugalsko | 48,549  | 1    |
| 7  | Nizozemsko  | 39,200  | 1    |
| 8  | Rusko       | 38,382  | 0    |
| 9  | Belgie      | 36,500  | 1    |
| 10 | Rakousko    | 35,825  | 1    |
| 11 | Skotsko     | 33,375  | 1    |
| 12 | Ukrajina    | 33,100  | 1    |
| 13 | Turecko     | 30,100  | 1    |
| 14 | Dánsko      | 27,875  | 1    |
| 15 | Kypr        | 27,750  | 1    |
| 16 | Srbsko      | 26,750  | 1    |
| 17 | Česko       | 26,600  | 1    |
| 18 | Chorvatsko  | 26,275  | 0    |
| 19 | Švýcarsko   | 26,225  | 0    |

| #  | Asociace            | Koef.  | Týmy |
| -- | ------------------- | ------ | ---- |
| 20 | Řecko               | 26,000 | 0    |
| 21 | Izrael              | 24,375 | 0    |
| 22 | Norsko              | 21,000 | 0    |
| 23 | Švédsko             | 20,500 | 0    |
| 24 | Bulharsko           | 20,375 | 0    |
| 25 | Rumunsko            | 18,200 | 0    |
| 26 | Ázerbájdžán         | 16,875 | 0    |
| 27 | Kazachstán          | 15,625 | 0    |
| 28 | Maďarsko            | 15,500 | 0    |
| 29 | Bělorusko           | 15,250 | 0    |
| 30 | Polsko              | 15,125 | 0    |
| 31 | Slovinsko           | 14,250 | 0    |
| 32 | Slovensko           | 13,625 | 0    |
| 33 | Lichtenštejnsko     | 9,000  | 0    |
| 34 | Litva               | 8,750  | 0    |
| 35 | Lucembursko         | 8,250  | 0    |
| 36 | Bosna a Hercegovina | 8,000  | 0    |
| 37 | Irsko               | 7,755  | 0    |
| 38 | Severní Makedonie   | 7,625  | 0    |

| #  | Asociace        | Koef. | Týmy |
| -- | --------------- | ----- | ---- |
| 39 | Arménie         | 7,375 | 0    |
| 40 | Lotyšsko        | 7,375 | 0    |
| 41 | Albánie         | 7,250 | 0    |
| 42 | Severní Irsko   | 6,958 | 0    |
| 43 | Gruzie          | 6,875 | 0    |
| 44 | Finsko          | 6,875 | 0    |
| 45 | Moldavsko       | 6,875 | 0    |
| 46 | Malta           | 6,375 | 0    |
| 47 | Faerské ostrovy | 6,125 | 0    |
| 48 | Kosovo          | 5,833 | 0    |
| 49 | Gibraltar       | 5,666 | 0    |
| 50 | Černá Hora      | 5,000 | 0    |
| 51 | Wales           | 5,000 | 0    |
| 52 | Island          | 4,875 | 0    |
| 53 | Estonsko        | 4,750 | 0    |
| 54 | Andorra         | 3,331 | 0    |
| 55 | San Marino      | 1,166 | 0    |

### Rozdělení týmů
Níže je uvedena tabulka s rozdělením týmů do kvalifikačních kol a skupinové fáze.
Vzhledem k vyloučení klubů z Ruska v soutěžích UEFA byly provedeny následující úpravy:
- Vítězové pohárů z asociací na 13. a 14. místě (Turecko a Dánsko) vstoupí přímo do 3. předkola, namísto do 2. předkola.
- Vítěz poháru z asociace na 16. místě (Srbsko) vstoupí přímo do 2. předkola, namísto 2. předkola Evropské konferenční ligy UEFA.

|                                               |                                               | Týmy vstupující do tohoto kola | Týmy postupující z předchozího kola                                                     | Týmy vstupující z Ligy mistrů |
| --------------------------------------------- | --------------------------------------------- | --- | --------------------------------------------------------------------------------------- | --- |
| 3. předkolo 16 týmů                           | Mistrovská část (10 týmů)                     | |                                                                                         | - 10 poražených z 2. předkola mistrovské části LM                                                                                                |
| 3. předkolo 16 týmů                           | Nemistrovská část (4 týmy)                    | - 2 vítězové poháru z asociací na 15.–16. místě |                                                                                         | - 2 poražení z 2. předkola nemistrovské části LM                                                                                                 |
| 4. předkolo (20 týmů)                         | 4. předkolo (20 týmů)                         | - 7 vítězů poháru z asociací na 7.–14. místě (kromě Ruska) | - 5 vítězů z 3. předkola mistrovské části - 2 vítězové z 3. předkola nemistrovské části | - 6 poražených z 3. předkola mistrovské části LM                                                                                                 |
| Skupinová fáze (32 týmů)                      | Skupinová fáze (32 týmů)                      | - Vyhrazené místo pro úřadujícího vítěze Evropské konferenční ligy - 6 pohárových vítězů z asociací na 1.–6. místě - 1 tým ze 4. místa asociace na 5. místě - 4 týmy z 5. místa asociací na 1.–4. místě | - 10 vítězů z 4. předkola                                                               | - 4 poražení z 3. předkola nemistrovské části LM - 4 poražení z 4. předkola mistrovské části LM - 2 poražení z 4. předkola nemistrovské části LM |
| Vyřazovací fáze – předkolo play-off (16 týmů) | Vyřazovací fáze – předkolo play-off (16 týmů) | | - 8 týmů z 2. míst základních skupin                                                    | - 8 týmů ze 3. míst základních skupin LM |
| Vyřazovací fáze – play-off (16 týmů)          | Vyřazovací fáze – play-off (16 týmů)          | | - 8 vítězů základních skupin - 8 vítězů předkola play-off                               | |

### Týmy
Týmy kvalifikované do Evropské ligy UEFA 2022/23 seřazeny podle kol do kterých vstoupily. V závorkách důvod kvalifikace:
Popisky v závorkách ukazují z jaké pozice se tým kvalifikoval do soutěže :
- VP: Vítěz domácího poháru
- 2., 3., 4., atd.: Umístění v lize
- LM: Vstup z Ligy mistrů
- EKL: Vítěz předchozího ročníku Evropské konferenční ligy
  - 3S: 3. místo ve skupinové fázi
  - P4: Poražení ze 4. předkola
  - P3: Poražení ze 3. předkola
  - P2: Poražení ze 2. předkola
  - MČ: mistrovská část
  - NČ: nemistrovská část

| Vstup             | Vstup             | Týmy                            | Týmy                     | Týmy                       | Týmy                        |
| ----------------- | ----------------- | ------------------------------- | ------------------------ | -------------------------- | --------------------------- |
| Předkolo play-off | Předkolo play-off | (LM 3S)                         | (LM 3S)                  | (LM 3S)                    | (LM 3S)                     |
| Předkolo play-off | Předkolo play-off | (LM 3S)                         | (LM 3S)                  | (LM 3S)                    | (LM 3S)                     |
|                   |                   |                                 |                          |                            |                             |
| Základní skupina  | Základní skupina  | Real Betis (VP)                 | Real Sociedad (6.)       | Arsenal (5.)               | Manchester United (6.)      |
| Základní skupina  | Základní skupina  | Union Berlin (5.)               | Freiburg (6.)            | AS Řím (6.)(EKL)           | Lazio (6.)                  |
| Základní skupina  | Základní skupina  | Nantes (VP)                     | Rennes (4.)              | Braga (4.)                 | Feyenoord (3.)              |
| Základní skupina  | Základní skupina  | Bodø/Glimt (LM P4-MČ)           | CZ Bělehrad (LM P4-MČ)   | Karabach (LM P4-MČ)        | Trabzonspor (LM P4-MČ)      |
| Základní skupina  | Základní skupina  | Dynamo Kyjev (LM P4-NČ)         | PSV Eindhoven (LM P4-NČ) | Monaco (LM P3-NČ)          | Sturm Graz (LM P3-NČ)       |
| Základní skupina  | Základní skupina  | Union Saint-Gilloise (LM P3-NČ) | Midtjylland (LM P3-NČ)   |                            |                             |
|                   |                   |                                 |                          |                            |                             |
| 4. předkolo       | 4. předkolo       | Gent (VP)                       | Austria Vídeň (3.)       | Heart of Midlothian (3.)   | Dnipro-1 (3.)               |
| 4. předkolo       | 4. předkolo       | Sivasspor (VP)                  | Silkeborg (3.)           | Omonia (VP)                | Apollon Limassol (LM P3-MČ) |
| 4. předkolo       | 4. předkolo       | Ludogorec Razgrad (LM P3-MČ)    | Ferencváros (LM P3-MČ)   | Žalgiris (LM P3-MČ)        | Pjunik Jerevan (LM P3-MČ)   |
| 4. předkolo       | 4. předkolo       | Šeriff Tiraspol (LM P3-MČ)      |                          |                            |                             |
|                   |                   |                                 |                          |                            |                             |
| 3. předkolo       | Mistrovská část   | Curych (LM P2-MČ)               | Olympiakos (LM P2-MČ)    | Malmö (LM P2-MČ)           | Maribor (LM P2-MČ)          |
| 3. předkolo       | Mistrovská část   | Slovan Bratislava (LM P2-MČ)    | F91 Dudelange (LM P2-MČ) | Shamrock Rovers (LM P2-MČ) | Škupi (LM P2-MČ)            |
| 3. předkolo       | Mistrovská část   | Linfield (LM P2-MČ)             | HJK Helsinky (LM P2-MČ)  |                            |                             |
| 3. předkolo       | Nemistrovská část | Partizan Bělehrad (2.)          | Slovácko (VP)            | Fenerbahçe (LM P2-NČ)      | AEK Larnaka (LM P2-NČ)      |

## Termíny
Termíny pro odehrání jednotlivých kol a jejich losování jsou uvedeny níže. Pokud není uvedeno jinak, los probíhá vždy v Nyonu, ve Švýcarsku, v sídle UEFA.
| Fáze            | Kolo              | Datum losování    | První zápasy      | Druhé zápasy      |
| --------------- | ----------------- | ----------------- | ----------------- | ----------------- |
| Kvalifikace     | 3. předkolo       | 18. července 2022 | 4. srpna 2022     | 11. srpna 2022    |
| Kvalifikace     | 4. předkolo       | 1. srpna 2022     | 18. srpna 2022    | 25. srpna 2022    |
| Skupinová fáze  | 1. kolo           | 26. srpna 2022    | 8. září 2022      | 8. září 2022      |
| Skupinová fáze  | 2. kolo           | 26. srpna 2022    | 15. září 2022     | 15. září 2022     |
| Skupinová fáze  | 3. kolo           | 26. srpna 2022    | 6. října 2022     | 6. října 2022     |
| Skupinová fáze  | 4. kolo           | 26. srpna 2022    | 13. října 2022    | 13. října 2022    |
| Skupinová fáze  | 5. kolo           | 26. srpna 2022    | 27. října 2022    | 27. října 2022    |
| Skupinová fáze  | 6. kolo           | 26. srpna 2022    | 3. listopadu 2022 | 3. listopadu 2022 |
| Vyřazovací fáze | Předkolo play-off | 7. listopadu 2022 | 16. února 2023    | 23. února 2023    |
| Vyřazovací fáze | Play-off          | 24. února 2023    | 9. března 2023    | 16. března 2023   |
| Vyřazovací fáze | Čtvrtfinále       | 17. března 2023   | 13. dubna 2023    | 20. dubna 2023    |
| Vyřazovací fáze | Semifinále        | 17. března 2023   | 11. května 2023   | 18. května 2023   |
| Vyřazovací fáze | Finále            | 17. března 2023   | 31. května 2023   | 31. května 2023   |

## Kvalifikace

### 3. předkolo
Los 3. předkola proběhl 18. července 2022.

#### Mistrovská část
| Domácí v 1. zápase | Celkem        | Hosté v 1. zápase | 1. zápas | 2. zápas     |
| ------------------ | ------------- | ----------------- | -------- | ------------ |
| Malmö              | 5:2           | F91 Dudelange     | 3:0      | 2:2          |
| Shamrock Rovers    | 5:2           | Škupi             | 3:1      | 2:1          |
| Linfield           | 0:5           | Curych            | 0:2      | 0:3          |
| Olympiakos         | 3:3 (4:3pen.) | Slovan Bratislava | 1:1      | 2:2 (prodl.) |
| Maribor            | 0:3           | HJK Helsinky      | 0:2      | 0:1          |

#### Nemistrovská část
| Domácí v 1. zápase | Celkem | Hosté v 1. zápase | 1. zápas | 2. zápas |
| ------------------ | ------ | ----------------- | -------- | -------- |
| AEK Larnaka        | 4:3    | Partizan Bělehrad | 2:1      | 2:2      |
| Fenerbahçe         | 4:1    | Slovácko          | 3:0      | 1:1      |

### 4. předkolo
Los 4. předkola proběhl 2. srpna 2022.
| Domácí v 1. zápase | Celkem         | Hosté v 1. zápase   | 1. zápas | 2. zápas     |
| ------------------ | -------------- | ------------------- | -------- | ------------ |
| Dnipro-1           | 1:5            | AEK Larnaka         | 1:2      | 0:3          |
| Gent               | 0:4            | Omonia              | 0:2      | 0:2          |
| Austria Vídeň      | 1:6            | Fenerbahçe          | 0:2      | 1:4          |
| Curych             | 3:1            | Heart of Midlothian | 2:1      | 1:0          |
| HJK Helsinky       | 2:1            | Silkeborg           | 1:0      | 1:1          |
| Malmö              | 5:1            | Sivasspor           | 3:1      | 2:0          |
| Ferencváros        | 4:1            | Shamrock Rovers     | 4:0      | 0:1          |
| Apollon Limassol   | 2:2 (1:3 pen.) | Olympiakos          | 1:1      | 1:1 (prodl.) |
| Pjunik             | 0:0 (2:3 pen.) | Šeriff Tiraspol     | 0:0      | 0:0 (prodl.) |
| Ludogorec Razgrad  | 4:3            | Žalgiris            | 1:0      | 3:3 (prodl.) |

## Skupinová fáze
Skupinovou fázi Evropské ligy UEFA 2022/23 bude hrát 32 týmů. Jedná se o vítěze předchozího ročníku Evropské konferenční ligy, 6 pohárových vítězů z asociací na 1.–6. místě, 1 tým ze čtvrtého místa asociace na 5. místě, 4 týmy z pátých míst asociací na 1.–4. místě, 10 vítězů ze 4. předkola kvalifikace, 4 poražení ze 4. předkola mistrovské části kvalifikace Ligy mistrů a 6 poražených z nemistrovské části kvalifikace Ligy mistrů (4 týmy z 3. předkola a 2 týmy ze 4. předkola). Los proběhne 26. srpna 2022.
32 týmů bude nalosováno do 8 skupin po 4 týmech, přičemž v jedné skupině nemůže být více klubů ze stejné země. Pro losování budou týmy rozděleny do 4 výkonnostních košů dle koeficientu UEFA.
V každé skupině se týmy utkají každý s každým systémem doma–venku. Vítězové skupin a týmy na 2. místech postupují do play-off Evropské ligy UEFA 2022/23; týmy na třetích místech postupují do předkola play-off Evropské konferenční ligy UEFA 2022/23. První zápasy se odehrály 8. září 2022, poslední zápasy se odehrají 3. listopadu 2022.
Los
| Koš 1             | Koš 1   | Koš 2             | Koš 2  | Koš 3           | Koš 3  | Koš 4                | Koš 4  |
| ----------------- | ------- | ----------------- | ------ | --------------- | ------ | -------------------- | ------ |
| AS Řím            | 100.000 | Feyenoord         | 40.000 | Šeriff Tiraspol | 22.500 | Nantes               | 12.016 |
| Manchester United | 105.000 | Rennes            | 33.000 | Real Betis      | 21.000 | HJK Helsinky         | 8.500  |
| Arsenal           | 80.000  | PSV Eindhoven     | 33.000 | Midtjylland     | 19.000 | Štýrský Hradec       | 7.770  |
| Lazio Řím         | 53.000  | Monako            | 26.000 | Bodø/Glimt      | 17.000 | AEK Larnaka          | 7.500  |
| Braga             | 46.000  | Real Sociedad     | 26.000 | Ferencváros     | 15.500 | Omonia               | 7.000  |
| CZ Bělehrad       | 46.000  | Karabach          | 25.000 | Union Berlín    | 15.042 | Curych               | 7.000  |
| Dynamo Kyjev      | 44.000  | Malmö             | 23.500 | SC Freiburg     | 15.042 | Union Saint-Gilloise | 6.120  |
| Olympiakos        | 41.000  | Ludogorec Razgrad | 23.000 | Fenerbahçe      | 14.500 | Trabzonspor          | 5.500  |

Vysvětlivky ke skupinám
|  | Postup do osmifinále play-off                         |
|  | Postup do předkola play-off                           |
|  | Postup do předkola play-off Evropské konferenční ligy |

### Skupina A
| Poř. | Tým           | Z | V | R | P | VG | OG | B  |
| ---- | ------------- | - | - | - | - | -- | -- | -- |
| 1.   | Arsenal       | 6 | 5 | 0 | 1 | 8  | 3  | 15 |
| 2.   | PSV Eindhoven | 6 | 4 | 1 | 1 | 15 | 4  | 13 |
| 3.   | Bodø/Glimt    | 6 | 1 | 1 | 4 | 5  | 10 | 4  |
| 4.   | Curych        | 6 | 1 | 0 | 5 | 5  | 16 | 3  |

### Skupina B
| Poř. | Tým          | Z | V | R | P | VG | OG | B  |
| ---- | ------------ | - | - | - | - | -- | -- | -- |
| 1.   | Fenerbahçe   | 6 | 4 | 2 | 0 | 13 | 7  | 14 |
| 2.   | Rennes       | 6 | 3 | 3 | 0 | 11 | 8  | 12 |
| 3.   | AEK Larnaka  | 6 | 1 | 2 | 3 | 7  | 10 | 5  |
| 4.   | Dynamo Kyjev | 6 | 0 | 1 | 5 | 5  | 11 | 1  |

### Skupina C
| Poř. | Tým               | Z | V | R | P | VG | OG | B  |
| ---- | ----------------- | - | - | - | - | -- | -- | -- |
| 1.   | Real Betis        | 6 | 5 | 1 | 0 | 12 | 4  | 16 |
| 2.   | AS Řím            | 6 | 3 | 1 | 2 | 11 | 7  | 10 |
| 3.   | Ludogorec Razgrad | 6 | 2 | 1 | 3 | 8  | 9  | 7  |
| 4.   | HJK Helsinky      | 6 | 0 | 1 | 5 | 2  | 13 | 1  |

### Skupina D
| Poř. | Tým                  | Z | V | R | P | VG | OG | B  |
| ---- | -------------------- | - | - | - | - | -- | -- | -- |
| 1.   | Union Saint-Gilloise | 6 | 4 | 1 | 1 | 11 | 7  | 13 |
| 2.   | Union Berlín         | 6 | 4 | 0 | 2 | 4  | 2  | 12 |
| 3.   | Braga                | 6 | 3 | 1 | 2 | 9  | 7  | 10 |
| 4.   | Malmö FF             | 6 | 0 | 0 | 6 | 3  | 11 | 0  |

### Skupina E
| Poř. | Tým               | Z | V | R | P | VG | OG | B  |
| ---- | ----------------- | - | - | - | - | -- | -- | -- |
| 1.   | Real Sociedad     | 6 | 5 | 0 | 1 | 10 | 2  | 15 |
| 2.   | Manchester United | 6 | 5 | 0 | 1 | 10 | 3  | 15 |
| 3.   | Šeriff Tiraspol   | 6 | 2 | 0 | 4 | 4  | 10 | 6  |
| 4.   | Omonia            | 6 | 0 | 0 | 6 | 3  | 12 | 0  |

### Skupina F
| Poř. | Tým         | Z | V | R | P | VG | OG | B |
| ---- | ----------- | - | - | - | - | -- | -- | - |
| 1.   | Feyenoord   | 6 | 2 | 2 | 2 | 13 | 9  | 8 |
| 2.   | Midtjylland | 6 | 2 | 2 | 2 | 12 | 8  | 8 |
| 3.   | Lazio Řím   | 6 | 2 | 2 | 2 | 9  | 11 | 8 |
| 4.   | Sturm Graz  | 9 | 2 | 2 | 2 | 4  | 10 | 8 |

### Skupina G
| Poř. | Tým        | Z | V | R | P | VG | OG | B  |
| ---- | ---------- | - | - | - | - | -- | -- | -- |
| 1.   | Freiburg   | 6 | 4 | 2 | 0 | 13 | 3  | 14 |
| 2.   | Nantes     | 6 | 3 | 0 | 3 | 6  | 11 | 9  |
| 3.   | Karabach   | 6 | 2 | 2 | 2 | 9  | 5  | 8  |
| 4.   | Olympiakos | 6 | 0 | 2 | 4 | 2  | 11 | 2  |

### Skupina H
| Poř. | Tým         | Z | V | R | P | VG | OG | B  |
| ---- | ----------- | - | - | - | - | -- | -- | -- |
| 1.   | Ferencváros | 6 | 3 | 1 | 2 | 8  | 9  | 10 |
| 2.   | Monako      | 6 | 3 | 1 | 2 | 9  | 8  | 10 |
| 3.   | Trabzonspor | 6 | 3 | 0 | 3 | 11 | 9  | 9  |
| 4.   | CZ Bělehrad | 6 | 2 | 0 | 4 | 9  | 11 | 6  |

## Vyřazovací fáze
Vyřazovací fázi Evropské ligy UEFA 2022/23 bude hrát 24 týmů. 8 vítězů skupin, 8 týmů z 2. míst a 8 týmů ze 3. míst základních skupin Ligy mistrů UEFA 2022/23. Play off začne předkolem, kde se proti sobě utkají nasazené a nenasazené týmy. Nasazenými týmy jsou 8 klubů ze 3. míst Ligy mistrů UEFA 2022/23, nenasazenými týmy jsou 8 týmů ze 2. míst skupin Evropské ligy. 8 vítězů skupin postoupí automaticky do osmifinále Evropské ligy.
Vyřazovací fáze začne losem 7. listopadu 2022 a zápasy se odehrají od 16. února 2023 do 31. května 2023.

### Předkolo play-off
Předkolo play-off bude hrát 8 týmů z 2. míst základních skupin a 8 týmů ze 3. míst základních skupin Ligy mistrů UEFA 2022/23.
Losování předkola play-off proběhlo 7. listopadu 2022 ve 13:00 středoevropského času.
| Domácí v 1. zápase | Celkem        | Hosté v 1. zápase | 1. zápas | 2. zápas  |
| ------------------ | ------------- | ----------------- | -------- | --------- |
| Barcelona          | 3 : 4         | Manchester United | 2:2      | 1:2       |
| Juventus           | 4 : 1         | Nantes            | 1:1      | 3:0       |
| Sporting           | 5 : 1         | Midtjylland       | 1:1      | 4:0       |
| Šachtar Doněck     | 3 : 3 (5:4 p) | Rennes            | 2:1      | 1:2 (pp.) |
| Ajax               | 1 : 3         | Union Berlín      | 0:0      | 1:3       |
| Leverkusen         | 5 : 5 (5:3 p) | Monako            | 2:3      | 3:2 (pp.) |
| Sevilla            | 3 : 2         | PSV Eindhoven     | 3:0      | 0:2       |
| Red Bull Salzburg  | 1 : 2         | AS Řím            | 1:0      | 0:2       |

### Osmifinále
Osmifinále bude hrát 8 vítězů základních skupin a 8 vítězů z předkola play-off.
Losování osmifinále se uskutečnilo 24. února 2023 ve 13:00 středoevropského času.
První zápasy se budou hrát 9. března a druhé zápasy 16. března 2023.
| Domácí v 1. zápase | Celkem        | Hosté v 1. zápase    | 1. zápas | 2. zápas  |
| ------------------ | ------------- | -------------------- | -------- | --------- |
| Union Berlín       | 3 : 6         | Union Saint-Gilloise | 3:3      | 0:3       |
| Sevilla            | 2 : 1         | Fenerbahçe           | 2:0      | 0:1       |
| Juventus           | 3 : 0         | SC Freiburg          | 1:0      | 2:0       |
| Bayer Leverkusen   | 4 : 0         | Ferencvárosi         | 2:0      | 2:0       |
| Sporting CP        | 3 : 3 (5:3 p) | Arsenal              | 2:2      | 1:1 (pp.) |
| Manchester United  | 5 : 1         | Real Betis           | 4:1      | 1:0       |
| AS Řím             | 2 : 0         | Real Sociedad        | 2:0      | 0:0       |
| Šachtar Doněck     | 2 : 8         | Feyenoord            | 1:1      | 1:7       |

### Čtvrtfinále
Los čtvrtfinále proběhne 17. března 2023 ve 13:00 středoevropského času. První zápasy se budou hrát 13. dubna a odvety 20. dubna 2023.
| Domácí v 1. zápase | Celkem | Hosté v 1. zápase    | 1. zápas | 2. zápas  |
| ------------------ | ------ | -------------------- | -------- | --------- |
| Manchester United  | 2 : 5  | Sevilla              | 2:2      | 0:3       |
| Juventus           | 2 : 1  | Sporting CP          | 1:0      | 1:1       |
| Bayer Leverkusen   | 5 : 2  | Union Saint-Gilloise | 1:1      | 4:1       |
| Feyenoord          | 2 : 4  | AS Řím               | 1:0      | 1:4 (pp.) |

### Semifinále
Losování semifinále se uskutečnilo hned po losu čtvrtfinále 17. března 2023 ve 13:00 středoevropského času. První zápasy se budou hrát 11. května a odvety 18. května 2023.
| Domácí v 1. zápase | Celkem | Hosté v 1. zápase | 1. zápas | 2. zápas  |
| ------------------ | ------ | ----------------- | -------- | --------- |
| Juventus           | 2 : 3  | Sevilla           | 1:1      | 1:2 (pp.) |
| AS Řím             | 1 : 0  | Bayer Leverkusen  | 1:0      | 0:0       |

### Finále
Finále se odehrálo 31. května 2023 v Puskás Aréně v Budapešti. Po losování čtvrtfinále a semifinále se 17. března 2023 uskutečnilo losování, který určilo administrativní domácí tým.

#### Přehled
| 31. května 2023 21:00      |            |            |                                                                |
| Sevilla                    | 1 : 1 (PP) | AS Řím     | Puskás Aréna, Budapešť diváci: 61 476 rozhodčí: Anthony Taylor |
| Gianluca Mancini 55' (vl.) | Report     | 35' Dybala | Puskás Aréna, Budapešť diváci: 61 476 rozhodčí: Anthony Taylor |

|                                                        |       | Penaltový rozstřel                            |  |
| Lucas Ocampos Érik Lamela Ivan Rakitić Gonzalo Montiel | 4 : 1 | Bryan Cristante Gianluca Mancini Roger Ibañez |  |

| Sevilla | Řím |

| BR                   | 13 | Yassine Bounou  |         |        |
| PO                   | 16 | Jesús Navas (c) |         | 94'    |
| SO                   | 44 | Loïc Badé       |         |        |
| SO                   | 6  | Nemanja Gudelj  |         | 120+8' |
| LO                   | 3  | Alex Telles     |         | 94'    |
| SZ                   | 20 | Fernando        |         | 120+8' |
| SZ                   | 10 | Ivan Rakitić    | 65'     |        |
| PK                   | 55 | Lucas Ocampos   | 120+10' |        |
| OZ                   | 21 | Óliver Torres   |         | 46'    |
| LK                   | 25 | Bryan Gil       |         | 46'    |
| SÚ                   | 15 | Júsuf En-Nesírí |         |        |
| Náhradníci:          |    |                 |         |        |
| BR                   | 1  | Marko Dmitrović |         |        |
| BR                   | 31 | Alberto Flores  |         |        |
| OB                   | 2  | Gonzalo Montiel | 120+4'  | 94'    |
| OB                   | 4  | Karim Rekik     |         | 94'    |
| OB                   | 14 | Tanguy Nianzou  |         |        |
| OB                   | 23 | Marcão          |         | 120+8' |
| ZÁ                   | 8  | Joan Jordán     | 120'    | 120+8' |
| ZÁ                   | 24 | Papu Gómez      |         |        |
| ZÁ                   | 43 | Manu Bueno      |         |        |
| ÚT                   | 7  | Suso            |         | 46'    |
| ÚT                   | 12 | Rafa Mir        | 36'     |        |
| ÚT                   | 17 | Érik Lamela     | 109'    | 46'    |
| Trenér:              |    |                 |         |        |
| José Luis Mendilibar |    |                 |         |        |

| BR            | 1  | Rui Patrício           |         |      |
| SO            | 23 | Gianluca Mancini       | 48'     |      |
| SO            | 6  | Chris Smalling         |         |      |
| SO            | 3  | Roger Ibañez           |         |      |
| PZ            | 19 | Zeki Çelik             | 74'     | 91'  |
| SZ            | 4  | Bryan Cristante        | 65'     |      |
| SZ            | 8  | Nemanja Matić          | 21'     | 120' |
| LZ            | 37 | Leonardo Spinazzola    |         | 106' |
| OZ            | 7  | Lorenzo Pellegrini (c) | 45'     | 106' |
| SÚ            | 21 | Paulo Dybala           |         | 68'  |
| SÚ            | 9  | Tammy Abraham          |         | 75'  |
| Náhradníci:   |    |                        |         |      |
| BR            | 63 | Pietro Boer            |         |      |
| BR            | 99 | Mile Svilar            |         |      |
| OB            | 2  | Rick Karsdorp          | 120+10' |      |
| OB            | 14 | Diego Llorente         |         | 106' |
| ZÁ            | 20 | Mady Camara            |         |      |
| ZÁ            | 25 | Georginio Wijnaldum    |         | 68'  |
| ZÁ            | 52 | Edoardo Bove           |         | 120' |
| ZÁ            | 59 | Nicola Zalewski        | 105'    | 91'  |
| ZÁ            | 62 | Cristian Volpato       |         |      |
| ZÁ            | 68 | Benjamin Tahirović     |         |      |
| ÚT            | 11 | Andrea Belotti         |         | 75'  |
| ÚT            | 92 | Stephan El Shaarawy    |         | 106' |
| Trenér:       |    |                        |         |      |
| José Mourinho |    |                        |         |      |

| Muž zápasu: Yassine Bounou Asistenti rozhodčího: Gary Beswick Adam Nunn Čtvrtý rozhodčí: Michael Oliver Náhradní rozhodčí: Stuart Burt Videorozhodčí: Stuart Attwell Asistent videorozhodčího: Chris Kavanagh Podpora videoasistenta rozhodčího: Bastian Dankert |